# 蒂托·安布罗西尼
蒂托·安布罗西尼（義大利語：Tito Ambrosini，1903年—1965年），意大利前男子水球运动员。他曾代表意大利国家队参加1924年夏季奥林匹克运动会水球比赛，结果获得第十名。